# Danh sách tập phim Brothers & Sisters
Danh sách các tập phim Brothers & Sisters của kênh truyền hình ABC.
Đến ngày 10 tháng 01, 2010, 75 tập phim Brothers & Sisters đã được trình chiếu.

## Tổng Quát
| Mùa | Mùa | Số tập | Được chiếu Năm | Bắt đầu ngày      | Kết thúc ngày     | DVD Khu vực 1     | DVD Khu vực 2     | DVD Khu vực 4     |
| --- | --- | ------ | -------------- | ----------------- | ----------------- | ----------------- | ----------------- | ----------------- |
|     | 1   | 23     | 2006 – 2007    | 24 Tháng 09, 2006 | 20 Tháng 05, 2007 | 18 Tháng 09, 2007 | 25 Tháng 02, 2008 | 26 Tháng 10, 2007 |
|     | 2   | 16     | 2007 – 2008    | 30 Tháng 09, 2007 | 11 Tháng 05, 2008 | 23 Tháng 09, 2008 | 16 Tháng 03, 2009 | 28 Tháng 10, 2008 |
|     | 3   | 24     | 2008 – 2009    | 28 Tháng 09, 2008 | 10 Tháng 05, 2009 | 01 Tháng 09, 2009 | 19 Tháng 10, 2009 | 18 Tháng 09, 2009 |
|     | 4   | 22     | 2009 – 2010    | 27 Tháng 09, 2009 | ...               | ...               | ...               | ...               |

## Mùa 1: 2006-2007
| # | Tiêu đề                        | Tác giả                                                     | Đạo diễn            | Ngày phát sóng       | Mã số tập |
| --- | ------------------------------ | ----------------------------------------------------------- | ------------------- | -------------------- | --------- |
| 1 (1-01) | "Patriarchy"                   | Jon Robin Baitz                                             | Ken Olin            | 24 tháng 9 năm 2006  | 101       |
| Sau khi trở thành người dẫn chương trình cho một "Talk Show" về chính trị, Kitty dọn về sống với bố mẹ tại Los Angeles. Tại bữa ăn tối với gia đình, bốn anh chị em của Kitty đã tìm cách hoà giải các vấn đề giữa cô và mẹ. William, người đứng đầu gia đình Walker, đột ngột qua đời vì bệnh tim. |                                |                                                             |                     |                      |           |
| 2 (1-02) | "An Act of Will"               | Jon Robin Baitz & Marti Noxon                               | Matt Shakman        | 1 tháng 10 năm 2006  | 102       |
| Sau khi chôn cất William, các bí mật lần lượt được đưa ra ánh sáng: Sarah và Tommy đã thông báo với Saul rằng Ojai đang gặp khó khăn về tài chính, Justin phát hiện ra mối quan hệ giữa bố với một người phụ nữ tên Holly Harper. Kitty bắt đầu công việc của cô với chương trình "Red, White & Blue". Nora, Kevin và Kitty đi tìm Justin, cậu út của gia đình đã biến mất. |                                |                                                             |                     |                      |           |
| 3 (1-03) | "Affairs of State"             | Jon Robin Baitz & Emily Whitesell & Craig Wright            | Tucker Gates        | 8 tháng 10 năm 2006  | 103       |
| Kitty và Warren tiếp tục các buổi tranh luận nhưng lại ngủ với nhau. Tommy và Sarah bất hoà về vấn đề của Ojai Foods, Kitty bất ngờ với việc Jonathan đến Los Angeles. Gia đình Walker đã tổ chức một bữa tiệc gần hồ bơi nhằm xoá đi các các ký ức về việc William chết trong hồ. Sarah mời Scotty Wandell, nhân chứng trong một vụ án mà Kevin tham gia đến bữa tiệc gia đình, mục đích để trêu tức Kevin. Tại bữa tiệc, Nora đã làm mọi người bị sốc về việc bà đã biết mối quan hệ của chồng bà với người phụ nữ tên Holly. |                                |                                                             |                     |                      |           |
| 4 (1-04) | "Family Portrait"              | Jon Robin Baitz & Craig Wright                              | Ken Olin            | 15 tháng 10 năm 2006 | 104       |
| Sarah và Joe phát hiện ra Paige bị bệnh tiểu đường. Tommy giúp Justin tìm một công việc mới nhưng Justin đã uống rượu và sử dụng thuốc trong giờ làm việc, mối quan hệ giữa cả hai trở nên căng thẳng. Kevin buộc phải cùng mẹ tham gia buổi đánh golf tưởng niệm người cha quá cố mặc dù anh đã có hẹn với Scotty, sau đó anh nhìn thấy Scotty đang đi với một người khác. Nora nghi ngờ Saul có cảm tình với Holly. Kitty cảm thấy xa cách với gia đình vì Nora treo bức tranh gia đình mà cô không có trong đó. |                                |                                                             |                     |                      |           |
| 5 (1-05) | "Date Night"                   | David Marshall Grant & Molly Newman                         | Allison Liddi-Brown | 22 tháng 10 năm 2006 | 105       |
| Kitty đã có một ngày tồi tệ khi có hẹn cùng lúc với Jonathan, Warren và người trợ lý mới của "Talk Show" Amber, người Kitty nghi đã ngủ với Warren. Jonathan cố gắng giúp Sarah, Saul và Tommy về vấn đề tài chính của công ty. Kevin và Scotty có buổi hẹn và mọi thứ đều tốt cho đến khi Scotty hôn Kevin. Nora có buổi hẹn đầu tiên sau 40 năm với David (ngôi sao khách mời Treat Williams). Justin giúp Paige vượt qua nỗi sợ khi bị Sarah tiêm thuốc. Trong khi đó, Tommy vẫn không nói chuyện với Justin. |                                |                                                             |                     |                      |           |
| 6 (1-06) | "For the Children"             | Jon Robin Baitz & Jessica Mecklenburg                       | Frederick E.O. Toye | 29 tháng 10 năm 2006 | 106       |
| Sarah has to confront Nora with the real situation at Ojai Foods. Meanwhile, Nora insists that the family attend the annual fund raiser for a children's hospital. The siblings' plans go awry when Kevin accidentally insults Scotty, who is catering at the fund raiser and Kitty asks Warren to come along only to find out that he's no longer available. Tommy finds out he's sterile, all the while trying to conceive with Julia. Several scandals also happen that evening that put Nora to shame. |                                |                                                             |                     |                      |           |
| 7 (1-07) | "Northern Exposure"            | David Marshall Grant & Molly Newman                         | Lawrence Trilling   | 5 tháng 11 năm 2006  | 107       |
| In order to save the company, the family has to sell the cottage in Ojai, where they spent their summers growing up. Nora wants the family to have one last get-together, but they disagree. Meanwhile, each of them invites their significant other in hope that they will be alone. Upon meeting, buried secrets and open resentment make the passions run high. |                                |                                                             |                     |                      |           |
| 8 (1-08) | "Mistakes Were Made, Part 1"   | Jon Robin Baitz & Craig Wright                              | Michael Lange       | 12 tháng 11 năm 2006 | 108       |
| Justin receives a letter from the U.S. Army stating that he must return for active duty. Fearing for his life, Justin wants to flee to Mexico against Kevin's advice. Sarah has trouble making her stepson Gabe feel more like a part of her family. Nora sleeps at David’s house shocked that she's let it get that far. Sarah and Saul try to crack the password for William’s account and inquire from Holly information about her daughter, Rebecca. Upon cracking the password, Sarah gives Saul an ultimatum. Kevin tries his hardest to win Scotty back, but he breaks up with him. The family recalls 11 tháng 9 năm 2001, Kitty coming back home and Justin’s decision to enlist.                  |                                |                                                             |                     |                      |           |
| 9 (1-09) | "Mistakes Were Made, Part 2"   | Marc Guggenheim & Greg Berlanti                             | Ken Olin            | 19 tháng 11 năm 2006 | 109       |
| Kitty puts herself in an awkward position when she asks Senator Robert McCallister (special guest star Rob Lowe) for a favor in return for a non-confrontational interview over his personal life. The family gathers at the hospital after finding out that Justin has attempted suicide by drug overdose. Sarah, Tommy and Kevin take a road trip to Nevada to find their father’s vast and lucrative land. Julia and Tommy announce to the family that she's pregnant. |                                |                                                             |                     |                      |           |
| 10 (1-10) | "Light the Lights"             | Peter Calloway & Cliff Olin                                 | Frederick E.O. Toye | 10 tháng 12 năm 2006 | 110       |
| Paige feels that she needs to connect with her Jewish self, so the family plans to celebrate both Christmas và Hanukkah. Kevin and Justin go to court, demanding that the contract Justin has with the Army be annulled. Kitty is offered a job at the TV station without Warren. Sarah, Tommy and Saul try to deceive Holly upon finding out that William had left her 10 million dollars. Nora stops by Holly's house. |                                |                                                             |                     |                      |           |
| 11 (1-11) | "Family Day"                   | David Marshall Grant & Molly Newman                         | David Petrarca      | 7 tháng 1 năm 2007   | 111       |
| It seems that the entire Walker family is at odds: Kevin argues with Kitty when she tells him that she's seriously considering the senator's offer to join his communication staff, because the senator doesn't support gay marriage. Sarah fights with Joe when he decides to ignore Gabe's drinking problem. And Nora demands a job at Ojai Foods when she learns that Holly also works there, leading to a conflict between her and her son Tommy. The arguing escalates when the whole family is invited to Justin's rehab center in order to show support for him. |                                |                                                             |                     |                      |           |
| 12 (1-12) | "Sexual Politics"              | Monica Breen & Alison Schapker                              | Sandy Smolan        | 14 tháng 1 năm 2007  | 112       |
| Kevin considers a relationship with a soap opera star (guest star Jason Lewis) who is confused about his sexuality. Kitty hires a matchmaker when she finds out that everyone on McCallister's staff is thinking that the two of them are dating. Nora's butting in gets her involved and the matchmaker sets her up too. But both of them get their share of surprises while attending their dates. Sarah gets insecure when she sees Joe hanging out with a mom of Paige's friend. Julia has a higher sex drive than usual due to her pregnancy and Tommy has trouble keeping up with her. |                                |                                                             |                     |                      |           |
| 13 (1-13) | "Something Ida This Way Comes" | David Marshall Grant & Sherri Cooper-Landsman               | Michael Lange       | 21 tháng 1 năm 2007  | 113       |
| The siblings are planning a surprise party for Nora's 60th birthday. The plans go awry when Sarah falls ill and Tommy learns that they can't have any alcohol at the party, due to Justin's rehab rules. With Kitty distracting Nora, the burden of planning the party falls onto Kevin. In the midst of all the mess, Saul and Nora's overbearing mother Ida (special guest star Marion Ross) comes in earlier and ruins the surprise. |                                |                                                             |                     |                      |           |
| 14 (1-14) | "Valentine’s Day Massacre"     | Peter Calloway & Cliff Olin                                 | Michael Schultz     | 11 tháng 2 năm 2007  | 114       |
| In the evening of Valentine's Day the entire Walker family runs amok: Kevin gets back together with Scotty, Justin with Tyler and Kitty finally gives in to her attraction for Senator McCallister. In addition to that, Nora goes out with her best girlfriend and they end up arrested for smoking marijuana. Tommy tries to overrule Sarah's decision about the winery by voting with Holly. |                                |                                                             |                     |                      |           |
| 15 (1-15) | "Love is Difficult"            | Jon Robin Baitz & Molly Newman                              | Michael Lange       | 18 tháng 2 năm 2007  | 115       |
| Sarah and Joe enter couples' counseling. Kevin learns that Chad broke up with Michelle and that he has a history of dating members of both sexes. Tommy wants Sarah to buy his shares of Ojai Foods so that he may focus on the wine business with Holly. McCallister's staff members conduct a poll about Kitty. Julia is revealed to be carrying twins. Nora starts to express herself artistically through writing. Tommy meets Holly's daughter Rebecca. |                                |                                                             |                     |                      |           |
| 16 (1-16) | "The Other Walker"             | Monica Breen & Alison Schapker                              | Gloria Muzio        | 4 tháng 3 năm 2007   | 116       |
| Saul reveals to Nora that William and Holly had a daughter, Rebecca, even though he previously agreed with Sarah, Tommy and Kevin that he won't say anything. The news is just too much for the Walker family: Nora becomes furious with Sarah, and so does Kitty. Kevin is angry at Saul and confronts him for betraying them all. Justin and Tyler decide to break up. Sarah tells Rebecca everything, leading to her confronting Holly and, eventually, Holly confronting Sarah and Saul. Justin pays Rebecca a visit. |                                |                                                             |                     |                      |           |
| 17 (1-17) | "All in the Family"            | Sherri Cooper-Landsman & David Marshall Grant               | David Paymer        | 1 tháng 4 năm 2007   | 117       |
| Nora invites Holly and William's daughter Rebecca for dinner to welcome her to the family. The other family members are not as supportive: Kitty doesn't show up, Sarah is giving Rebecca the cold shoulder and Kevin tries to pull Rebecca's hair in order to get her DNA, so that he can be sure that she's really William's daughter. Meanwhile, Kitty meets Robert's children and has a very unpleasant situation and Kevin meets with Donald, Chad's manager. |                                |                                                             |                     |                      |           |
| 18 (1-18) | "Three Parties"                | Jon Robin Baitz & Marc Guggenheim                           | Sandy Smolan        | 8 tháng 4 năm 2007   | 118       |
| Kitty has to go to Robert's hometown to interview his old friends. Sarah joins her, and they both get invited to a teenage party. Meanwhile, Nora wants to get to know her writing professor better so the two of them go out for a picnic together and he invites her to a party at his house. Rebecca learns that she and Justin had a mutual childhood friend and they go to his house to a party, where things get out of control. Chad decides to come out which effects negatively to his and Kevin's relationship. |                                |                                                             |                     |                      |           |
| 19 (1-19) | "Game Night"                   | Molly Newman (teleplay) Peter Calloway & Cliff Olin (story) | Matt Shakman        | 15 tháng 4 năm 2007  | 119       |
| Kitty sets Kevin up on a date without telling him that it's with the republican Senator's gay brother, Jason. Kevin ruins the date by going on a rant against the Senator. Nora and Kitty arrange game night with another family with whom they have had a competitive relationship since the siblings' childhoods. That very night, instead of showing unity, they can't stop fighting: Kevin learns what Kitty did, while Kitty is angry at Sarah for her sudden acceptance of Rebecca, who she also invited. The morning after Rebecca gets a guitar lesson from Joe, leading to shocking events. Guest stars include Jenna Elfman và Susan Sullivan, who appeared together in the series Dharma & Greg. |                                |                                                             |                     |                      |           |
| 20 (1-20) | "Bad News"                     | Monica Breen & Alison Schapker                              | Jason Moore         | 29 tháng 4 năm 2007  | 120       |
| A horrified Rebecca tells Justin in confidence that Joe made a pass at her. Professor August blackmails Nora with a failing grade into going out with her. Kitty attempts to help McCallister relax but then must help him comfort staff workers after a helicopter crash kills one of his campaign speechwriters. Holly reveals to Sarah shocking news about the jeopardy of her marriage. |                                |                                                             |                     |                      |           |
| 21 (1-21) | "Grapes of Wrath"              | Sherri Cooper-Landsman & David Marshall Grant               | Michael Morris      | 6 tháng 5 năm 2007   | 121       |
| Tommy and Holly throw a party for family and friends in honor of the opening of their winery. Joe decides to come with Sarah and everyone's giving him the cold shoulder. Kitty mixes wine with some pills from Kevin's bag that she mistook for aspirin and inadvertedly tells Kevin that she proposed to Robert. Kevin gets drunk later and lets it slip in front of the entire family. Sarah learns about the agreement between Joe and Justin and gets even angrier. Nora decides to give Mark another chance and takes him with her to the party but he blows it by kissing Holly. Nora and Holly have a fight that results in ways they had not expected. Julia goes into labor.                      |                                |                                                             |                     |                      |           |
| 22 (1-22) | "Favorite Son"                 | Benjamin Kruger & Daniel Silk                               | Gloria Muzio        | 13 tháng 5 năm 2007  | 122       |
| Julia gives birth to the twins prematurely, and she and Tommy are forced to make a difficult decision when their son faces life-threatening complications. Kevin reluctantly helps Kitty deal with a blackmailer who is threatening to reveal damaging information about Senator McCallister to the press. Sarah and Joe tell their children that Joe is moving out. Kitty and McCallister get engaged. |                                |                                                             |                     |                      |           |
| 23 (1-23) | "Matriarchy"                   | Greg Berlanti & Jon Robin Baitz                             | Ken Olin            | 20 tháng 5 năm 2007  | 123       |
| Nora is planning an engagement party for Kitty, who is having difficulties telling her that she is moving in with Robert. Justin makes plans to say goodbye to everyone individually. At the party, Kevin and Robert's brother Jason kiss, while Rebecca reveals the truth about her departure from Chicago and admits to Justin she willingly kissed Joe. Nora invites Saul's old friend to the party, which he's not very comfortable with. Justin goes off to war and Nora and Kitty see him off at the airport. |                                |                                                             |                     |                      |           |